# Балан Мире
Балан Мире (фр. Ballan-Miré) насеље је и општина у централној Француској у региону Центар (регион), у департману Ендр и Лоара која припада префектури Тур.
По подацима из 2011. године у општини је живело 8074 становника, а густина насељености је износила 308,64 становника/km². Општина се простире на површини од 26,16 km². Налази се на средњој надморској висини од 91 m метара (максималној 99 m, а минималној 43 m).

## Демографија
| 1962. | 1968. | 1975. | 1982. | 1990. | 1999. | 2011. |
| ----- | ----- | ----- | ----- | ----- | ----- | ----- |
| 1.514 | 2.618 | 3.739 | 4.491 | 5.937 | 7.059 | 8.074 |

График промене броја становника у току последњих година